# ンガッパ
ンガッパ（チベット文字：སྔགས་པ་; ワイリー方式：sngags pa ; 梵: mantrin、真言持者の意）とは、主にチベット仏教ニンマ派の在家の密教行者やヨーガ行者（rnal 'byor pa、Yogin）を指す。広義には、チベット仏教やボン教において、僧院に属さずに、さまざまな伝統や修練や技芸、とりわけ密教、シャーマニズム、チベット医学、ゾクチェンなどに従事する人々が含まれる。ガクパ、ンガクパとも表記される。ンガッパ（sngags pa）という語は文法的には男性形であり、女性であれば、ンガクマ（sngags ma）またはンガクモ（sngags mo）となる。伝統的には、ンガッパは髪を伸ばして髷を結い、出家僧がサフラン色（黄色）の衣を着るのに対して、ンガッパは白い衣を身にまとう。

## チベットのラマの諸相
ラマとはチベット語で導師（グル）を意味する言葉であり、指示対象は必ずしも僧と一致しない。チベット仏教のすべての僧がラマと呼ばれるわけではないし、逆に、ラマと呼ばれる人がみな僧であるとも限らず、僧でない者や、ボン教徒も含まれる。出家して戒律を守る清僧は剃髪するのに対し、僧侶でない在家のラマは髪を伸ばしている。このようなラマはニンマ派やボン教に多い。
ナムカイ・ノルブ・リンポチェは、チベットのラマの主な生活スタイルを次の4つの類型に分類している。
- 僧院で生活する僧侶。
- 家族とともに村に住む在俗の行者。
- 一箇所に定住せずに弟子たちを連れて移動して歩く在俗の行者。
- 洞窟などに住むヨーガ行者。

サンガ（僧伽）といえば一般には出家僧の共同体を指すが、ニンマ派においては、小乗仏教の戒律を厳守する僧尼は「ゲンドゥン・マルポ」（赤いサンガ）の正式な一員であり、具足戒を受けない在家行者は「ゲンドゥン・カルポ」（白いサンガ）の正式な一員となる。
カギュ派においては歴史上、「カルギュー」（dkar brgyud、白い相承）という在家密教行者の伝統もあり、瘋狂の智慧を体現した「ニョンパ」と呼ばれる人々を輩出した。たとえば、ブータンの地でドゥクパ・カギュ派の布教を行った15世紀のヨーガ行者、ドゥクパ・クンレーは日本の一休宗純のようなさまざまな奇行の逸話で知られており、伝説の瘋狂聖人として今なおブータンの民衆に親しまれている。その後17世紀にガワン・ナムゲルがドゥクパ・カギュ派を国教と定めたブータンには現在数千人規模の出家僧がいるが、ゴムチェンと呼ばれるニンマ派の在家行者もいる。

## 概説

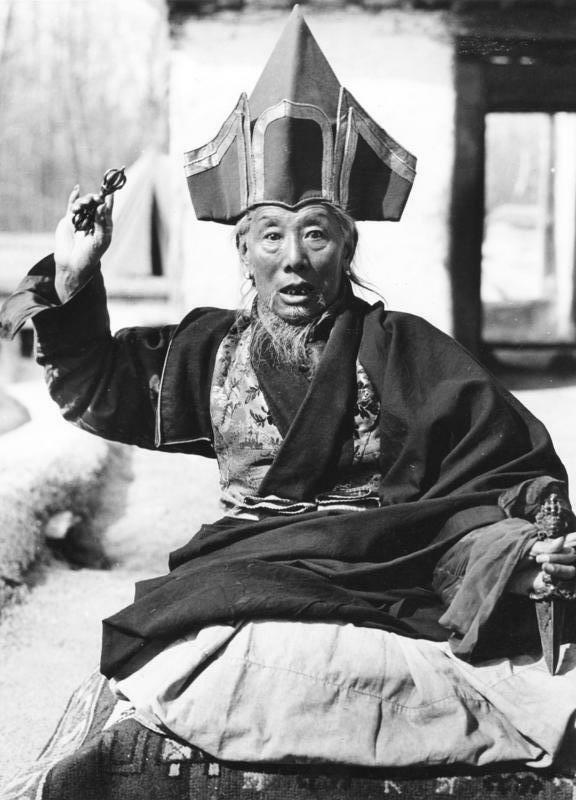
リンツァン王国の首長であったンガッパ、リンツァン・ギェルポとプルパ（phur ba, 金剛橛）、1939年。

多くの場合、ンガッパは妻帯し、子どもを儲ける。一部の人は世俗の中で修行するが、隠棲修行に相当の期間を費やし、また、村人の求めに応じ、あるいは村落を代表して諸儀礼、法要、祭祀を執り行うことが求められる。
ンガッパの家系というものがあり、それぞれの家系に伝承される守護尊（イダム）や護法尊の儀軌がある。とは言うものの、そうした家系の出身でなくとも、ダルマの実践に完全に打ち込んでいる人、血脈の伝持者の指導下にある人、適切なサマヤの誓いを守り、灌頂と伝授を受けた人であれば、ンガッパであると考えてよい。重要な血脈相承は口頭伝承によるものである。
ンガッパには数多くのさまざまな儀式や加持祈祷を行う者がいるが、これらは多彩なンガッパと呼ばれる。白いンガッパは主に内的なヨーガを実践するゾクチェンの修行者である。そのほかに黒いンガッパというものがあり、特に誕生の儀式、婚儀、葬儀、占いを行い、幽霊や精霊を鎮めたり、悪霊祓いを行うことで知られている。概してンガッパは家族とともに村に住むが、出家僧が僧院に住むように、タツァンと呼ばれる寺院で共同生活する密教行者も多い。一部のンガッパは実質的に大成就者（マハーシッダ）に類似しており、実際に大成就者はまさしくンガッパを指す言葉として用いられることもある。
チベット学者サム・ヴァン・シャイクは次のように説明する。「在家の密教行者（ンガッパ）はチベットにおいてありふれた人物像となった。そしてそれはチベット仏教の歴史を通じてつねに変わることはなかった。」 学者のギュルメ・ドルジェはンガッパを「出家僧ではなく、家長として生活していることもあり得る、真言の行者」と定義している。

## 脚註
1. ↑  フランソワーズ・ポマレ 『チベット』 今枝由郎監修、後藤淳一訳、創元社、2003年、pp. 45-46
2. ↑  ナムカイ・ノルブ 『虹と水晶』 永沢哲訳、法蔵館、1992年、p.67
3. ↑  An Introduction to the White Sangha of Ngakpas and Ngakmos By Ngakpa Ga'wang (1997)  2012年8月15日閲覧。
4. ↑  田中公明 『図説 チベット密教』 春秋社、p.50
5. ↑  Van Schaik, Sam (2004). ただし「在家」という言い方には語弊がある、というのもンガッパはみな、既定のサンガの内でも独身主義でない〔小乗仏教の戒律を守る比丘ではない〕集団の正式な構成員なのである。「在家」といっても専門家でないとか聖職者でないと言っているのではなく、（たとえばニンマ派の長であったドゥジョム・リンポチェがそうであったように）ンガッパが聖職者でないと言うことはできない。 Approaching the Great Perfection: Simultaneous and Gradual Approaches to Dzogchen Practice in Jigme Lingpa's Longchen Nyingtig. Wisdom Publications. ISBN 0-86171-370-2. (accessed: December 20, 2007)
6. ↑  Dorje (2009), p. 955.

## 関連図書
- ラマ・ケツン・サンポ 『知恵の遥かな頂』 中沢新一編訳、角川書店、1997年（ニンマ派のンガッパであったケツン・サンポ・リンポチェの自伝）